# ENTPD2
ENTPD2 (англ. Ectonucleoside triphosphate diphosphohydrolase 2) – білок, який кодується однойменним геном, розташованим у людей на короткому плечі 9-ї хромосоми. Довжина поліпептидного ланцюга білка становить 495 амінокислот, а молекулярна маса — 53 665.
| 10         |  | 20         |  | 30         |  | 40         |  | 50         |
| ---------- |  | ---------- |  | ---------- |  | ---------- |  | ---------- |
| MAGKVRSLLP |  | PLLLAAAGLA |  | GLLLLCVPTR |  | DVREPPALKY |  | GIVLDAGSSH |
| TSMFIYKWPA |  | DKENDTGIVG |  | QHSSCDVPGG |  | GISSYADNPS |  | GASQSLVGCL |
| EQALQDVPKE |  | RHAGTPLYLG |  | ATAGMRLLNL |  | TNPEASTSVL |  | MAVTHTLTQY |
| PFDFRGARIL |  | SGQEEGVFGW |  | VTANYLLENF |  | IKYGWVGRWF |  | RPRKGTLGAM |
| DLGGASTQIT |  | FETTSPAEDR |  | ASEVQLHLYG |  | QHYRVYTHSF |  | LCYGRDQVLQ |
| RLLASALQTH |  | GFHPCWPRGF |  | STQVLLGDVY |  | QSPCTMAQRP |  | QNFNSSARVS |
| LSGSSDPHLC |  | RDLVSGLFSF |  | SSCPFSRCSF |  | NGVFQPPVAG |  | NFVAFSAFFY |
| TVDFLRTSMG |  | LPVATLQQLE |  | AAAVNVCNQT |  | WAQLQARVPG |  | QRARLADYCA |
| GAMFVQQLLS |  | RGYGFDERAF |  | GGVIFQKKAA |  | DTAVGWALGY |  | MLNLTNLIPA |
| DPPGLRKGTD |  | FSSWVVLLLL |  | FASALLAALV |  | LLLRQVHSAK |  | LPSTI      |

A: Аланін

C: Цистеїн

D: Аспарагінова кислота

E: Глутамінова кислота

F: Фенілаланін

G: Гліцин

H: Гістидин

I: Ізолейцин

K: Лізин

L: Лейцин

M: Метіонін

N: Аспарагін

P: Пролін

Q: Глутамін

R: Аргінін

S: Серин

T: Треонін

V: Валін

W: Триптофан

Кодований геном білок за функцією належить до гідролаз. 
Задіяний у такому біологічному процесі, як альтернативний сплайсинг. 
Білок має сайт для зв'язування з АТФ, нуклеотидами, іоном кальцію, іоном магнію. 
Локалізований у клітинній мембрані, мембрані, ендоплазматичному ретикулумі.